# Patina

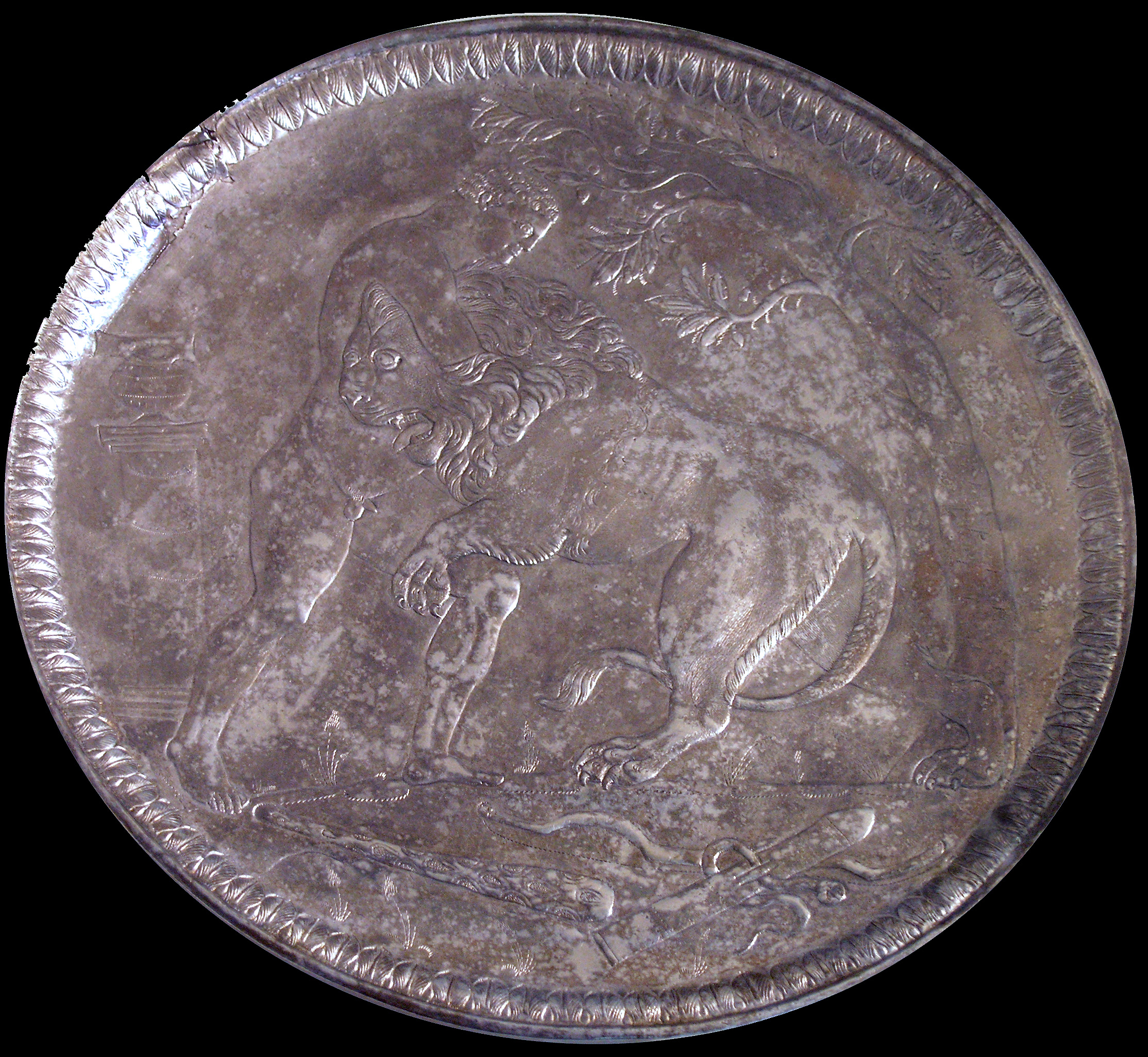
Antik silvertallrik med mörk oxid som är delvis bortnött. Både oxiden och nötningen bidrar till föremålets patina.

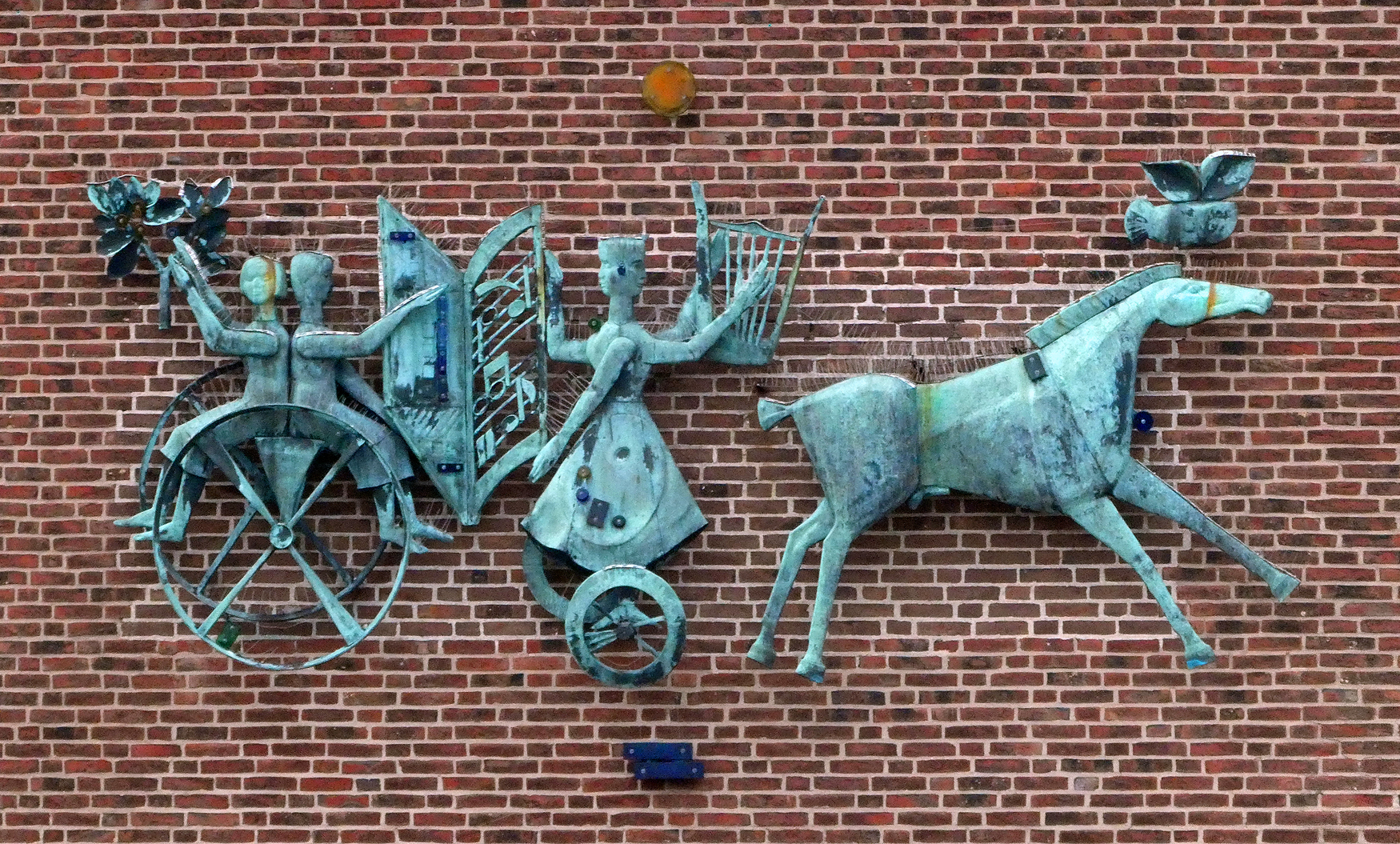
Ett offentligt konstverk från 1960, har med tiden fått den för ärgad brons så karakteristiska gröna färgen.

Patina är en beteckning på ålderstecken synliga på ett föremåls yta som är framkallade genom kemiska processer och/eller mekanisk nötning. 
Exempel på patina är grön ärg på koppar- och kopparlegeringar, ett svart oxidskikt på silver eller en mörk ytkulör på organiska material så som trä eller elfenben orsakad av en kemisk reaktion med omgivande syre. Utöver att ge föremålet ett förändrat utseende kan patineringen också fungera som ett skydd mot yttre angrepp.
En väl bevarad patina anses ofta ha en värdeförhöjande effekt på äldre föremål, både vad gäller estetiska och ekonomiska värden.

## Definition
Ytbeläggning eller ytbeskaffenhet som ger intryck av hög ålder. Patina kan bildas genom kemiska reaktioner under inverkan av luft, vatten eller jord eller genom mekaniska processer, såsom nötning. Patina kan även framkallas på kort tid, till exempel med kemiska medel.

## Patinering
Det finns ibland anledning att framkalla en åldrad yta på konstgjord väg, antingen för att ge intryck av att föremålet är äldre än vad det i själva verket är, eller enbart för att ge det ett annat estetiskt uttryck. Denna process kallas patinering.

### Historik
Patina har varit högt skattat sedan lång tid tillbaka och i Kina har man funnit bevis på att patinering förekom så tidigt som under Sung (år 960–1279) och Ming (år 1368–1644).
I Europa är det först under renässansen som man kan tala om en organiserad patineringstrend då man ville få nygjorda skulpturer att efterlikna de antika förebilderna. Under hela 1800-talet brukades patinering ofta i många sammanhang och med hjälp av bland annat nya kemiska recept och appliceringsmetoder kunde mängder med ytskikt och kulörer framkallas på föremålen i fråga. Bland annat började man använda en metod där hela föremålet doppades ned i en kemikalieblandning, något som kom att patenteras på flera håll och fortfarande idag brukas inom industrin.

### Metoder
Det finns idag en uppsjö av metoder för att applicera en patinerad yta på ett objekt. I de flesta fall handlar det om att framkalla kemiska reaktioner. Nedsänkning i kemisk lösning ("immersion"), värmepatinering (med eller utan applicerade kemikalier) är exempel på två patineringsmetoder som kan användas för föremål gjorda av koppar- eller kopparlegeringar för att framkalla naturliga oxider på ytan. Resultatet (kulör och textur) är främst beroende på verkningstid, temperatur och inblandade material/kemiska sammansättningar. Enklare metoder kan vara att exempelvis bestryka husets träfasad med järnvitriol som framkallar ett resultat som går att likna med det som trä får efter att ha åldrats på naturlig väg i åratal.

### Repatinering
Väljer man att restaurera eller återskapa en skadad eller tidigare borttagen patina på ett antikt föremål, kallas detta repatinering. Genom att det ofta är komplicerat att ta reda på hur en befintlig patina är framkallad och med vilket kemiskt recept så är det inte ovanligt att expertis låter hela föremålet repatineras, även om det endast är en begränsad del av ytan som är skadad.